# Odorrana hainanensis
Odorrana hainanensis es una especie de anfibio anuro de la familia Ranidae.

## Distribución geográfica
Es endémica de arroyos de la isla de Hainan (China).

## Estado de conservación
Se encuentra amenazada por la pérdida de su hábitat natural.